# Golmés
Golmés település Spanyolországban, Lleida tartományban. Golmés Vila-sana, Castellnou de Seana, Vilanova de Bellpuig, Miralcamp és Mollerussa községekkel határos. Lakosainak száma 1916 fő (2024).

## Népesség
A település népessége az utóbbi években az alábbiak szerint változott:
| Lakosok száma | 80   | 1053 | 1332 | 1267 | 1226 | 1443 | 1693 | 1734 | 1840 | 1916 |
|               | 1717 | 1887 | 1936 | 1960 | 1986 | 2004 | 2009 | 2014 | 2019 | 2024 |